# Škoda Rapid (1984)
O Škoda Rapid é um cupê projetado e produzido pela AZNP na Tchecoslováquia entre 1984 e 1990. Baseado no sedã Škoda 105/120/130 com motor traseiro, foi um substituto para o cupê Škoda Garde produzido entre 1981 e 1984 com base no projeto do sedã Škoda 105/120, que também foi chamado de Rapid no mercado do Reino Unido. Alguns Garde/Rapid foram enviados para Ludgate Design & Development em Kent, Reino Unido, pela Škoda para serem convertidos em conversíveis.
O Škoda Rapid ficou famoso por ser descrito como "o Porsche do pobre" depois que a Autocar and Motor definiu o Škoda Rapid como "um curso para iniciantes para o 911", pois tinha motor traseiro e tração traseira, assim como o Porsche 911.
Hoje, o Škoda Rapid está ganhando popularidade como um carro clássico, sendo os modelos Garde e conversíveis os mais procurados. De acordo com o site "How Many Left?", restavam um total de 50 Škoda Rapid nas estradas britânicas em 2011.
O nome Rapid foi originalmente usado nos modelos Škoda da década de 1930 e foi revivido novamente em 2011 em um sedã Rapid do mercado indiano, baseado no Volkswagen Vento, e em 2012 em um hatch Rapid para o mercado internacional.
O Rapid e seu antecessor Garde eram conhecidos internamente como modelos Type 743, com os posteriores Rapid 135/136 sendo chamados de Type 747.

## Galeria

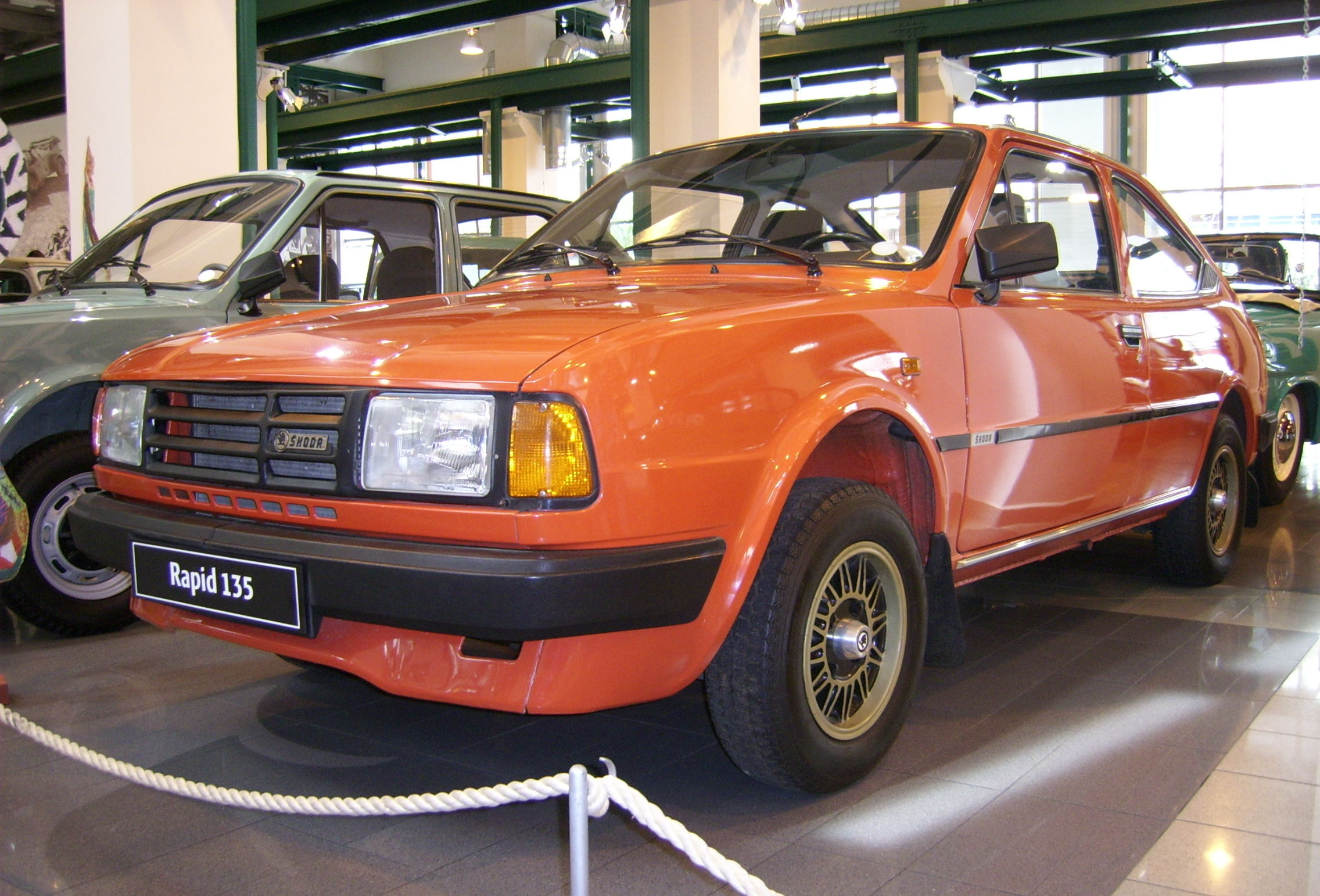
Rapid 135
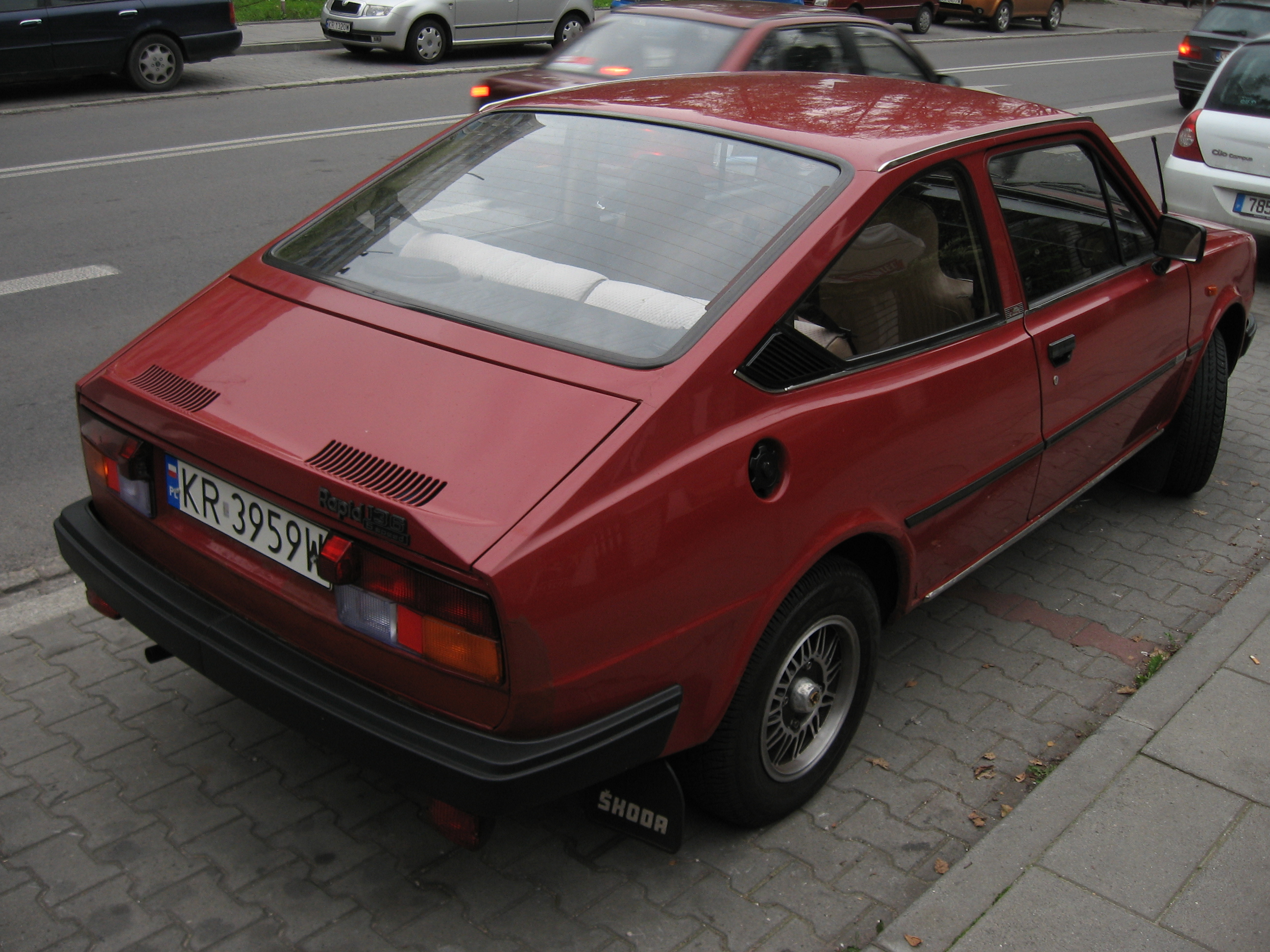
Vista traseira
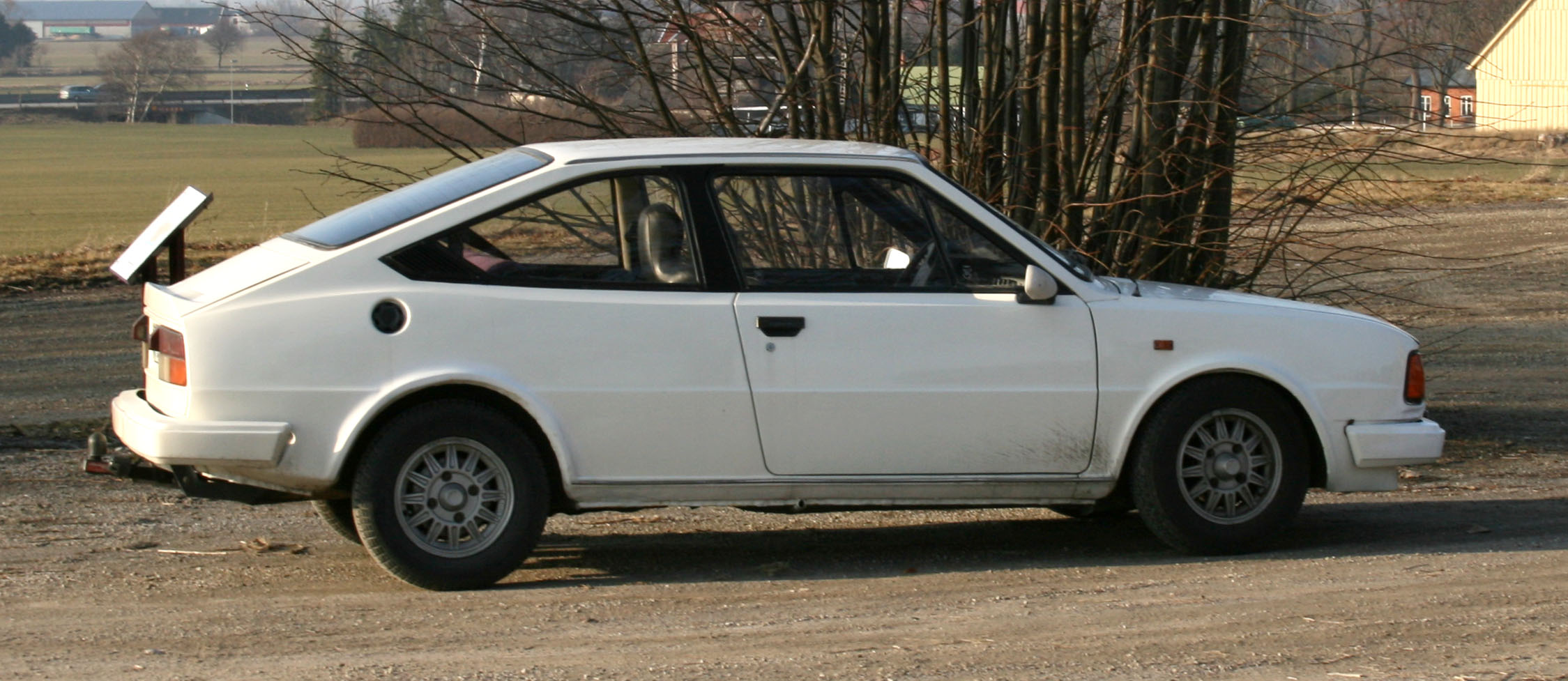
Škoda Rapid 1985
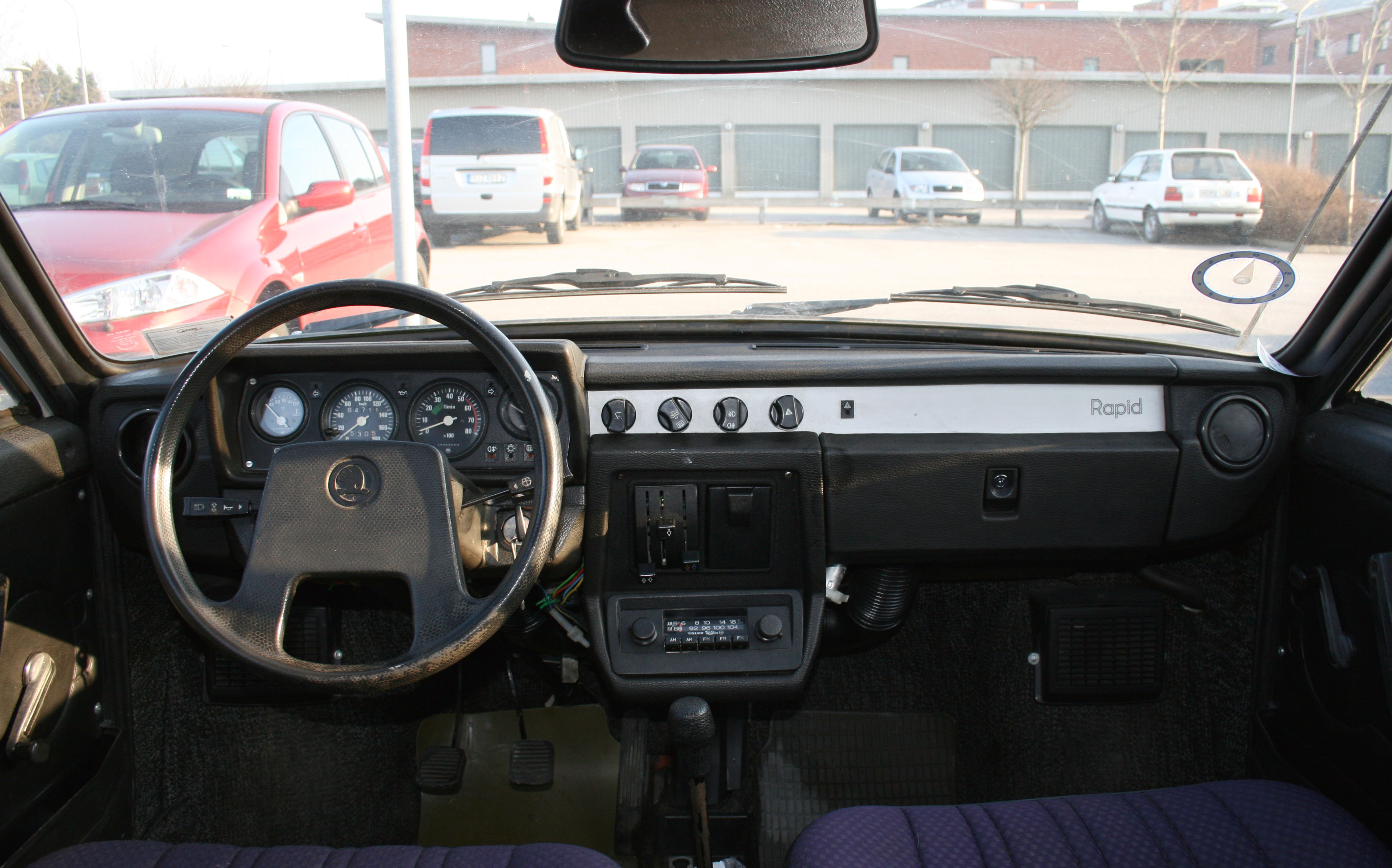
Interior do Škoda Rapid 1985